# Ganyá-Dashkasan
La región económica de Ganyá-Dashkasan (en azerí: Gəncə-Daşkəsən İqtisadi Rayonu) es una de las 14 regiones económicas que conforman la República de Azerbaiyán. Está formada por 4 regiones administrativas: Dashkasan, Goranboy, Goygol y Samuj y por dos ciudades: Gəncə y Naftalan. Tiene una población aproximada de 1,036,926 habitantes según los diferentes censos de sus regiones administrativas, y una superficie de 5,808 km².
Limita al noreste con la región económica de Sheki-Zaqatala, al este con Aran Central, al sureste con Karabaj, al suroeste con Zangazur Oriental, al oeste con Gazaj-Tovuz y al norte con la nación Independiente de Georgia.

## Historia

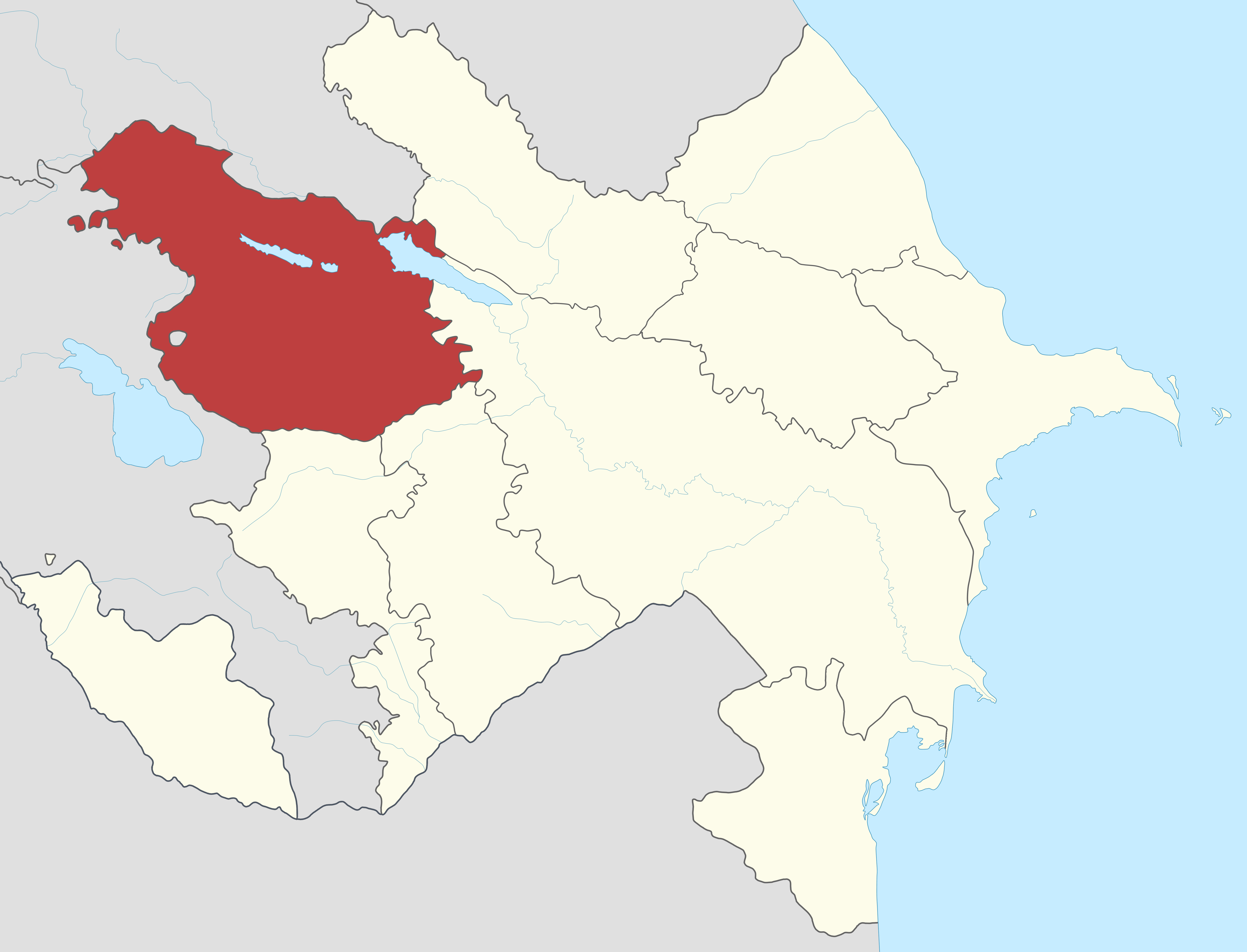
La región de Ganja-Gazakh (en rojo) a la que pertenecía hasta el 7 de julio de 2021.

La actual región económica de Ganyá-Dashkasan anteriormente era llamada "región económica de Ganja-Gazakh", sin embargo, tras diferentes cambios realizados por el presidente azerbaiyano İlham Əliyev, la región adoptó el actual nombre, siendo su fundación el 7 de julio de 2021.

## Geografía
La región está actualmente conformada por 4 raiones y 2 ciudades: el Raión de Dashkasan, el cual se sitúa en la zona suroeste de la región y tiene una población aproximada de 30,418 habitantes; el Raión de Goranboy, situado en la zona este de la región y con una población aproximada de 88,700 habitantes; el Raión de Goygol, en la zona sudoccidental de la región con 4,700 habitantes; el Raión de Samuj al norte, con 558,900 habitantes, además de la ciudad de Gəncə con 344,108 habitantes y la ciudad de Naftalan (enclave de Goranboy) con más de 10,100 habitantes.

## Economía
Los principales recursos subterráneos de la región son petróleo, gas natural, pirita, cobalto, barita, mineral de hierro, alunita, piedra caliza, mármol, yeso, zeolita, bentonita y materias primas para cemento. La región posee ricos yacimientos de mineral de hierro, Zayilik posee alunita, oro y cobre, y Khashbulag posee piedra caliza.
La industria eléctrica está representada por las centrales hidroeléctricas de Ganja y Yenikend. Un tramo del río Kurá que atraviesa la región posee un gran potencial hidroeléctrico; en la manufactura, la industria pesada, representada por la ingeniería mecánica, la fabricación de herramientas, los equipos de comunicaciones y la reparación de automóviles y maquinaria agrícola, desempeña un papel importante en la economía regional; la industria ligera de la región se basa en el procesamiento de materias primas locales y productos agrícolas. Las empresas de la industria alimentaria producen carne, lácteos, conservas, vino y coñac.
Empresas constructoras realizan plantas de construcción de viviendas de paneles grandes, fábricas de hormigón armado, de ladrillos cerámicos y de mármol. En ciudades como Ganyá y Dashkasan, existen plantas de procesamiento primario de materias primas para la metalurgia ferrosa y no ferrosa. Las fábricas químicas que operan en la ciudad de Ganja producen ácido sulfúrico y fertilizantes potásicos.
Y en aspectos como la agricultura destaca la papa, los cereales y la viticultura son las principales áreas de la agricultura. También se desarrollan la horticultura, la fruticultura, la horticultura y la ganadería. Mientras que en el turismo las favorables condiciones naturales y climáticas permiten la creación de complejos médicos y recreativos de importancia internacional. La región cuenta con las áreas recreativas de Goygol y Hajikend, ubicadas a una altitud de 1566 m sobre el nivel del mar, y el mundialmente famoso balneario de Naftalan.

## Infraestructura

### Social
Hay muchas bibliotecas, museos, teatros, hospitales y otras instalaciones sociales y culturales en la zona.